# Saint-Félix-Lauragais
Saint-Félix-Lauragais är en kommun i departementet Haute-Garonne i regionen Occitanien i södra Frankrike. Kommunen ligger i kantonen Revel som tillhör arrondissementet Toulouse. År 2022 hade Saint-Félix-Lauragais 1 255 invånare.

## Befolkningsutveckling
Antalet invånare i kommunen Saint-Félix-Lauragais
Referens:INSEE

## Monument

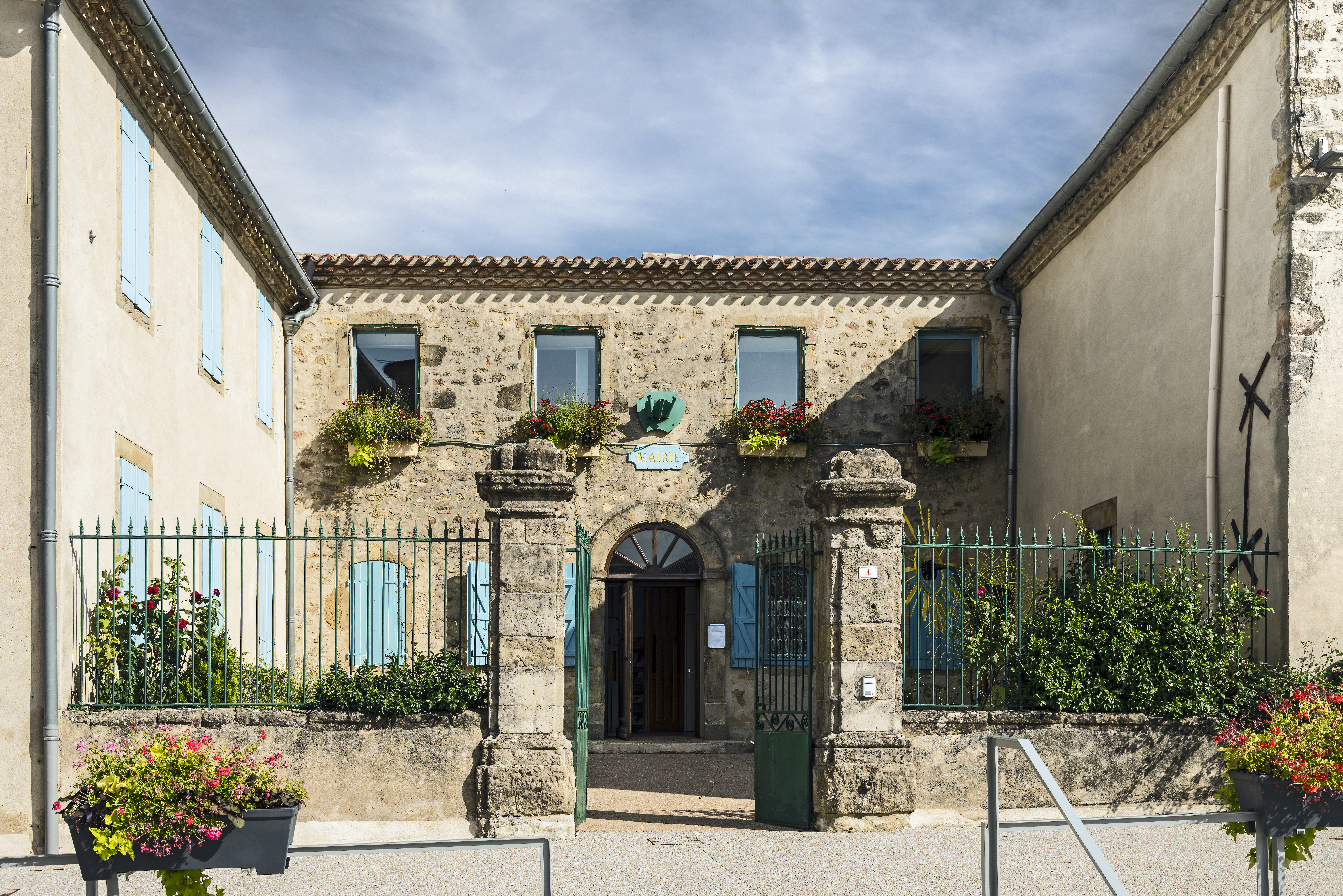
Stadshus
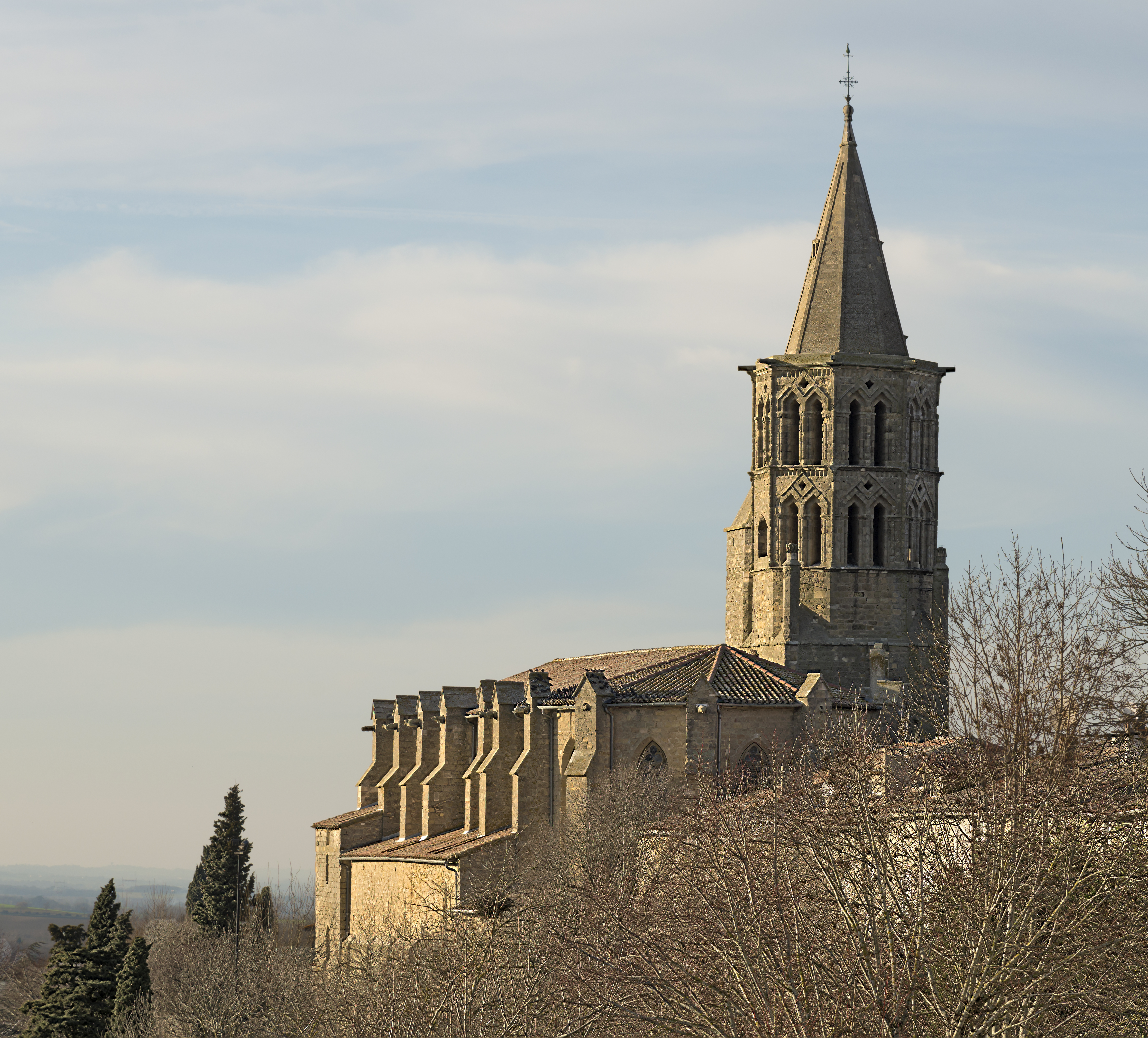
Kyrkan
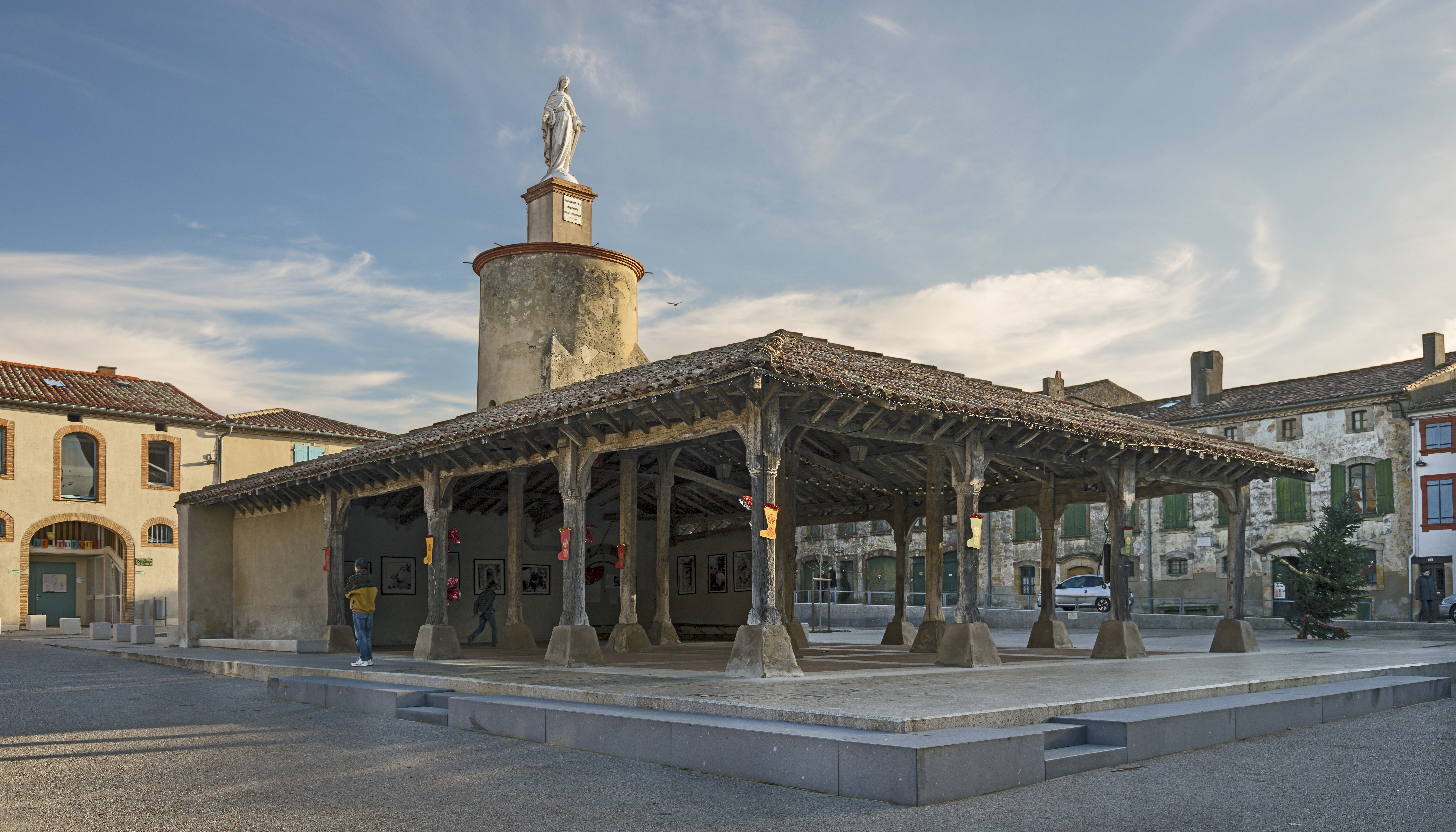
Den saluhall
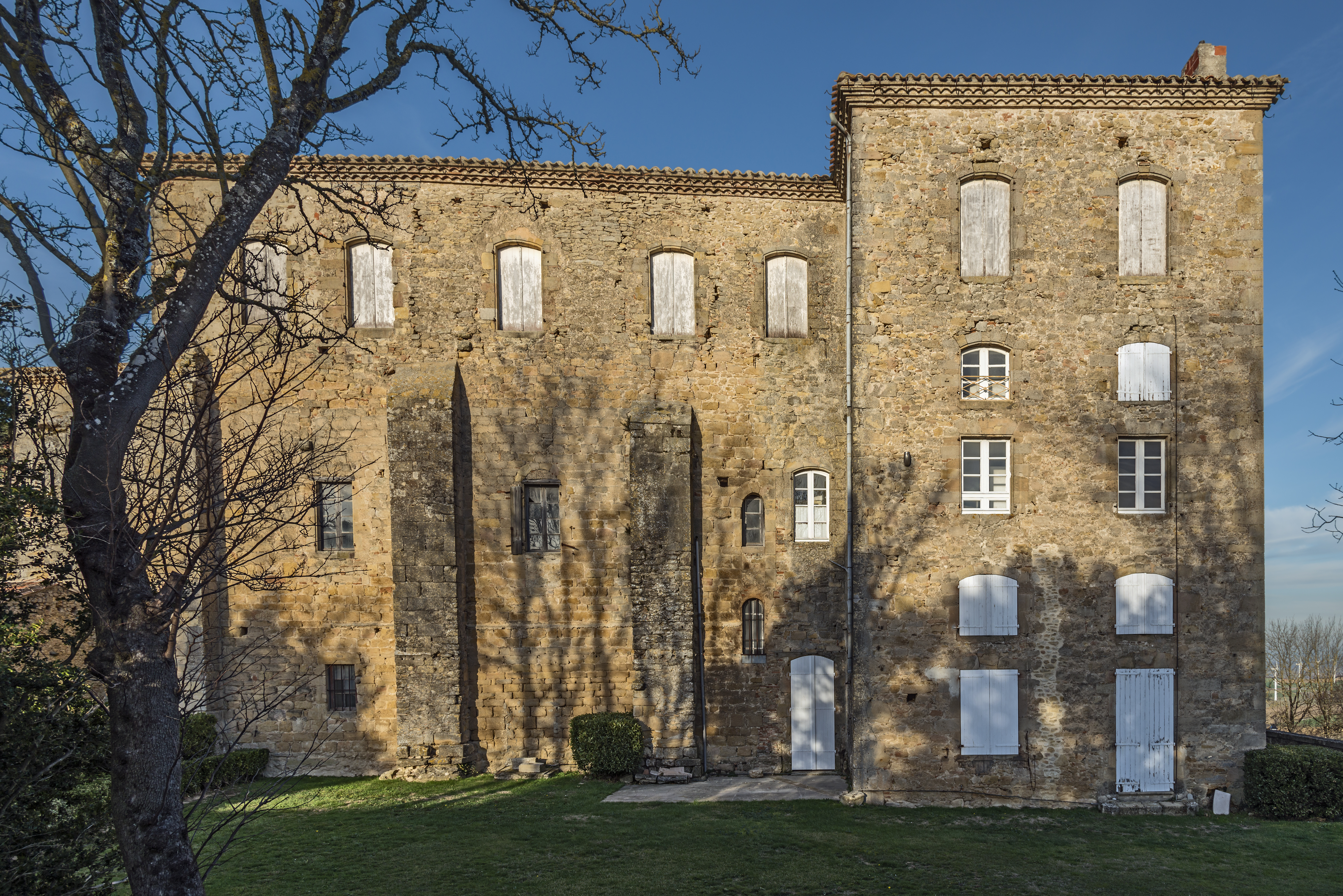
Slottet